# Patrik Klüft
Patrik Klüft, geboren als Arne Patrik Kristiansson (Göteborg, 3 juni 1977) is een Zweeds polsstokhoogspringer. Hij nam tweemaal deel aan de Olympische Spelen, maar veroverde bij deze gelegenheden geen medailles.
Klüft is sinds september 2007 getrouwd met verspringster en zevenkampster Carolina Klüft. Ze wonen in Karlskrona. Momenteel noemt hij zich Patrik Klüft. Hij is aangesloten bij atletiekvereniging ka2 IF.

## 1996 - 2001
Toen Klüft junior was, won hij zilver op het wereldkampioenschap voor junioren te Sydney in 1996. Hij brak door in 1998, toen hij een nieuws Zweeds record neerzette (5,77 m). In datzelfde jaar won hij zijn eerste Zweedse polsstoktitel bij de senioren. In 2000 miste hij de finale van de Olympische Spelen van Sydney. Maar in het daarop volgende seizoen 2001 sprong hij 5,83. In 2001 won hij zijn tweede Zweedse polsstoktitel bij de senioren.

## 2002
Klüft veroverde zijn derde Zweedse titel in het polsstokhoogspringen bij de senioren in het seizoen 2002. Op het Europees indoorkampioenschap te Wenen in 2002 werd hij tweede met een sprong van 5,75, dezelfde hoogte als Tim Lobinger, die eerste werd. Op de Europese outdoorkampioenschappen finishte hij als vierde. In dit Europees kampioenschap krikte hij zijn persoonlijk record op tot 5,85, wat eveneens het Zweedse nationaal record was.

## 2003-2004
Zijn grootste succes behaalde Patrik Klüft op de wereldkampioenschappen te Parijs, Saint-Denis in 2003. Daar won hij een bronzen medaille en evenaarde hij zijn persoonlijk record van 5,85. In 2003 behaalde hij zijn vierde Zweedse titel bij de senioren in het polsstokhoogspringen. Net als op de Spelen van Sydney, miste hij ook de finale op de Olympische Spelen van Athene in 2004.

## Titels
- Zweeds kampioen polsstokhoogspringen - 1998, 2001, 2002, 2003

## Persoonlijke records
| Onderdeel                      | Prestatie | Datum            | Plaats     |
| ------------------------------ | --------- | ---------------- | ---------- |
| polsstokhoogspringen (outdoor) | 5,85 m    | 23 augustus 2002 | Finnkampen |
| polsstokhoogspringen (indoor)  | 5,75 m    | 2 maart 2002     | Wenen      |

## Palmares
Kampioenschappen
- 2005: 9e WK in Helsinki (11-08-2005); 5,50 m
- 2004: 10e in kwal. Olympische Spelen in Athene (25-08-2004); 5,60 m
- 2004: 4e WK indoor in Boedapest (07-03-2004); 5,70 m
- 2003:  WK in Parijs, Saint-Denis (28-08-2003); 5,85 m
- 2003: 2e in series WK in Birmingham (14-03-2003); 5,60 m
- 2002: 4e EK in München (10-08-2002); 5,80 m
- 2002:  : EK indoor in Wenen (02-03-2002); 5,75 m
- 2001: 5e in de kwal. EK in Edmonton (07-08-2001); 5,60 m
- 2000: 10e in de kwal. Olympische Spelen in Sydney (27-09-2000); 5,55 m
- 1999: 14e in de kwal. WK in Sevilla (24-08-1999); 5,40 m
- 1996:  : WK junioren in Sydney

Golden League-podiumplaatsen
- 2004:  Golden Gala in Rome (02-07-2004); 5,67 m

## Progressie
- 2005: 5,73 m te Malmö; 16-08-2005
- 2004: 5,80 m te Stockholm; 27-07-2004
- 2003: 5,85 m te Parijs, Saint-Denis; 28-08-2003
- 2002: 5,85 m te Helsinki; 23-08-2002
- 2001: 5,83 m te Vaasa; 24-06-2001
- 2000: 5,70 m te Helsinki; 02-09-2000
- 2000: 5,70 m te Gateshead; 16-07-2000
- 2000: 5,70 m te Helsingborg; 08-07-2000
- 1999: 5,71 m te Lahti; 06-06-1999
- 1998: 5,77 m te Växjö; 08-08-1998
- 1996: 5,31 m te Göteborg; 06-07-1996